# قلعه میکی

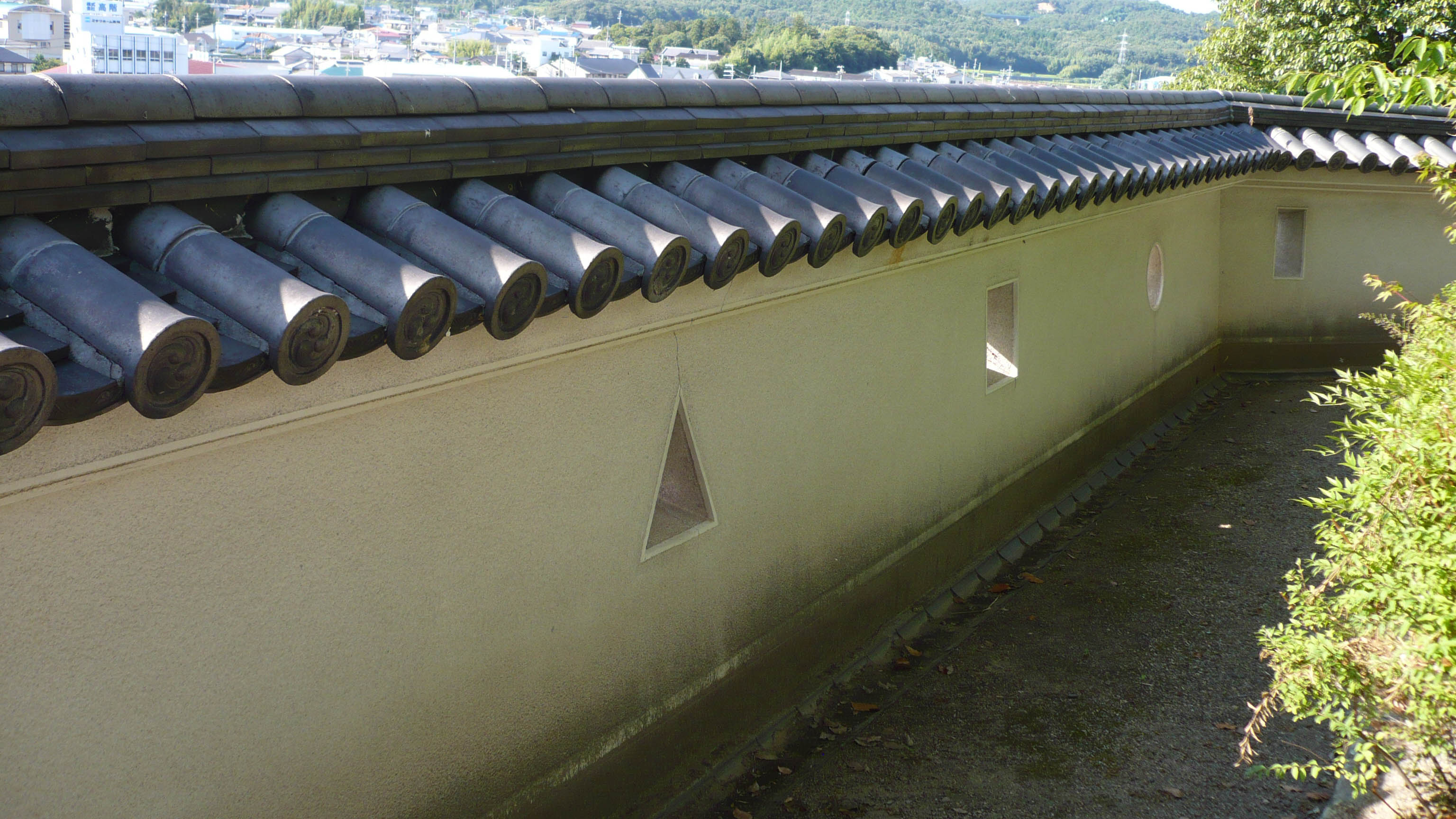
دیوار بازسازی شده قلعه میکی

قلعه میکی (به ژاپنی: 三木城 Mikijō) یک قلعه ژاپنی بود که در میکی، هیوگو در استان هیوگو، ژاپن قرار داشت. این قلعه در سال ۱۴۹۲ توسط بشو ناگاهارو ساخته شد. این قلعه از سال ۱۵۷۸ تا ژانویه ۱۵۸۰ به محاصره هاشیبا هیده‌یوشی (ژنرال ارشد اودا نوبوناگا)درآمد. در این زمان تویوتومی در محاصره میکی مانع از رسیدن غذا به این قلعه شد زیرا صاحب قلعه ناگاهارو از دشمن اودا نوبوناگا، خاندان موری حمایت می‌کرد. محاصره قلعه موفقیت‌آمیز بود و ناگاهارو در پی شکست در سن ۲۷ سالگی هاراکیری کرد. در پی آن آراکی موراشیگه که فرماندار ولایت ستسو (قسمتی از قسمت جنوب شرقی استان هیوگو و شمال استان اوساکای امروزی) بود، فرار کرده و به خاندان موری پیوست.